# Valeri Tchkalov (film)
Pour plus de détails, voir Fiche technique et Distribution.
Valeri Tchkalov (en russe : Валерий Чкалов) est un film soviétique réalisé par Mikhaïl Kalatozov (de son vrai nom Mikheil Kalatozichvili), sorti en 1941. Ce film raconte l'histoire de l'aviateur soviétique Valeri Tchkalov.

## Synopsis
Valeri Tchkalov, l'un des meilleurs pilotes de voltige aérienne, s'ennuie dans les chartes et les instructions, il cherche à faire des virages vertigineux, des vols ultra-bas, etc. Un jour, il effectue le vol sous le pont de la Neva à Leningrad et se voit expulsé de son unité.
Pendant plusieurs années il pilote les avions cargo. Mais son ancien commandant Aliochine le retrouve, car il sait que les pitreries de Tchkalov ne sont pas dues seulement à l’inconscience. Aliochine invite Tchkalov en tant que pilote d'essai dans une usine aéronautique où le jeune concepteur Moukhine met au point un nouveau modèle de chasseur monoplan. Les atouts de l’avion de Moukhine sont brillamment prouvés par Tchkalov lors d’un défilé aérien. Certes, il ne réussit pas à atterrir immédiatement, à case d'un châssis coincé. Mais Tchkalov refuse d'abandonner l'avion en sautant avec un parachute et, effectuant un virage serré avec des figures acrobatiques, il réussit à faire en sorte que le châssis fonctionne. Sa persévérance impressionne le spectateur principal du défilé, Staline. Il s'ensuit une grande discussion avec le chef d'état qui suggère au pilote de ne pas jouer avec sa vie, car le risque mortel devrait être justifié par un grand objectif.
Tchkalov revient sur le sens de la vie et de son travail. À ce moment-là, il perd son ami le plus proche, Aliochine, qui a été mortellement blessé lors d'un vol expérimental obéissant à des instructions au lieu d'écouter son instinct.
Enfin, on confie à Tchkalov une tâche ardue : un vol sans escale de Moscou à Vancouver près de Portland aux États-Unis d'Amérique en passant au-dessus du pôle Nord.

## Fiche technique
- Titre français : Valeri Tchkalov
- Titre original : Валерий Чкалов
- Réalisation : Mikhaïl Kalatozov
- Scénario : Gueorgui Baïdoukov (ru), Boris Tchirskov (ru) et Dmitri Tarassov
- Photographie : Aleksandr Gintsburg
- Direction artistique : Alexander Black (ru)
- Compositeur : Venedikt Pouchkov (ru)
- Son : Arnold Chargorodski
- Pays d'origine : URSS
- Studios : Lenfilm
- Format : Noir et blanc - 1,37:1 - Mono
- Genre : biographie
- Date de sortie : 1941

## Distribution
- Vladimir Belokourov : Valeri Tchkalov
- Mikheil Gelovani : Joseph Staline
- Semion Mejinski (ru) : Grigory Ordjonikidze
- Ksenia Tarassova (ru) : Olga Tchkalova, femme de Valeri Tchkalov
- Vassili Vanine : Pal Palytch
- Serafima Birman : une américaine
- Pyotr Berezov (ru) : Georgy Baydukov (en)
- Boris Joukovski (ru) : Aliochine
- Fiodor Bogdanov : Grand-père Yermolaï
- Irina Zaroubina (ru) : artiste
- Sergueï Yarov : Aleksandre Beliakov (en)
- Mikhaïl Kalatozov
- Boris Andreïev : mécanicien
- Arkadi Raïkine : journaliste américain
- Mark Bernes : commentateur lors de la parade aérienne